# Delegación de Asuntos Indígenas
La Delegación de Asuntos Indígenas (en árabe: وفد شؤون السكان الأصليين‎) fue un organismo que ejerció funciones administrativas a nivel local durante el Protectorado español de Marruecos.
Como consecuencia del Tratado de Fez de 1912 era preciso establecer la estructura administrativa del Protectorado. Hasta entonces la acción española en Marruecos había estado ligada a los Ministerios de Estado y Guerra.
En ambos ministerios se crearon en Secciones de Marruecos en 1914, dependientes en el Ministerio de Estado de la Dirección General de Policía y Tratados y en el de la Guerra de Subsecretaría. Eran los órganos de trabajo en los que se elaboraban los proyectos de las disposiciones que habría de regir la vida en el Protectorado.
El régimen administrativo de la zona se caracteriza por una estructura de dualidad en lo referente a las autoridades destinadas a dirigir los asuntos de la región.

## División territorial
Así en 1918, el Protectorado estaba dividido en una zona occidental y otra oriental, teniendo como centros las comandancias militares de Melilla y Ceuta. Fue a partir de 1927 cuando la Alta Comisaría empezó a organizar el territorio en regiones, que no existían previamente como entidades administrativas. Bajo la Segunda República española se modificó esta organización y se crearon tres regiones civiles, que incluían 19 cabilas.
En 1935, el servicio de Intervenciones dividió el territorio en cinco zonas: Yebala, Lucus, Chauen o Gomara, Rif y Kert. Esta división se mantuvo hasta el final del Protectorado.
La organización administrativa dependía de los interventores, que a su vez estaban dirigidos por la Delegación de Asuntos Indígenas, existían interventores territoriales, comarcales y locales ya que cada región estaba compuesta por cabilas y cada una de ellas precisaba su propio interventor.
La organización político-administrativa de la zona, fue complicada por los sucesivos cambios a los que se vio sometida la situación política de España, primero la monarquía de Alfonso XIII, después la dictadura de Primo de Rivera, la II República y por último la dictadura del general Franco.

## Organización administrativa
La organización administrativa, se dispuso, a nivel general, de este modo:
Al Alto Comisario correspondía la dirección de la acción española en la totalidad de la zona y a su persona estaban subordinadas todas las autoridades, incluidas las militares. Entre sus actividades estaban las de intervenir los actos del Jalifa, el régimen de las ciudades en las que los cónsules actuaban como interventores, dictar la política general y aprobar o dirigir, en su caso, las operaciones militares. Contaba como elementos auxiliares con las Delegaciones de Asuntos Indígenas, Fomento y Hacienda.
A la de Servicios Indígenas se le encomendaba la Secretaría General y el asesoramiento en todo lo referente a las relaciones con las cabilas, la inspección de la Administración de Justicia Islámica, las relaciones con la Jurisdicción Consular para protección de los naturales y con la jerifiana para todo lo relativo a inmuebles y a la reivindicación de los bienes habices, la inspección de escuelas y dispensiones sanitarias y las misiones españolas en labor educativa.
A partir de 1916 se desglosaron los cargos de Secretario General y Delegado de Asuntos Indígenas, ya que este último, diplomático, tendría a su cargo la intervención no reservada al Alto Comisario cerca de Majzén central y del local tetuaní; la relación con las cabilas, interventores y jefes de oficinas de asuntos indígenas; la inspección de la justicia islámica o especial, de las escuelas "moras, hispano-árabes o israelitas", los cultos indígenas, los bienes habús y Majzen, de la sanidad e higiene, la supervisión de las juntas de servicios locales y el auxilio a la política de atracción de la Alta Comisaría.
En Marruecos no existía con anterioridad ninguna organización que velara por la salud pública, salvo en Tánger, y las autoridades trataron de remediar esta deficiencia, creando en 1916 la Inspección de Sanidad, dentro de la Oficina de Asuntos Indígenas. Los tebib españoles tuvieron que vencer el recelo que los marroquíes sentían hacia sus curanderos y a los remedios caseros, realizando grandes campañas de vacunación que contribuyeron al prestigio del país protector.
Junto a la acción sanitaria, la cultura era la otra asignatura pendiente para los marroquíes, ya que la enseñanza estaba estrechamente ligada a la religión y consistía en aprender de memoria el Corán, con lo que los alumnos conseguían el título de taleb, que los acreditaba a ampliar sus estudios en madrasas o enseñar en las mezquitas.
Todas estas instituciones estaban en decadencia y los niveles culturales eran muy bajos. España encomendó, nuevamente la tarea de culturizar a la población, a la Delegación de Asuntos Indígenas, de la que dependía una Junta de Enseñanza que se creó el 3 de abril de 1913.
Esta Junta nació con el propósito de formar al personal que habría de dedicarse a esa tarea y como instrumento para conocer la geografía, la literatura, la historia y el derecho marroquí. A estos efectos se organizó un Centro de estudios marroquíes en el Instituto Libre de las Carreras Diplomática y Consular y se crearon cátedras de árabe en algunas escuelas de comercio y una junta de árabe en la Junta de Ampliación de Estudios.
Todos estos órganos tenían como misión facilitar la acción de gobierno del jalifa, en quien jurídicamente recaía la soberanía. Su autoridad era emanación permanente de la del Sultán de Marruecos y en su nombre y por su delegación ejercía todos los poderes, aunque sus actos eran intervenidos por el Alto Comisario y a su vez por la Delegación de Asuntos Indígenas, que los examinaban y sancionaban, además de sugerirles toda clase de iniciativas.
Una vez nombrado el Jalifa, sus poderes solo podían serle retirados con el consentimiento directo del Gobierno español y su delegación de los jerifianos era tan amplia que le permitía mantener relaciones exteriores con los agentes oficiales acreditados en su zona, por intermedio del Alto Comisario.
Las jalifianas estaban obligadas a someter todos sus actos a la previa aprobación de los interventores que tuvieron su origen en las facultades que para protección de los españoles se concedieron en los antiguos tratados hispano-marroquíes a los miembros del cuerpo diplomático.
Posteriormente se crearon en Melilla y Ceuta negociados de Asuntos Indígenas que ejercían funciones de vigilancia, en cierto modo similares, en las comarcas ocupadas.
En 1934, durante la República y poco antes del estallido de la guerra civil española, la organización territorial de Marruecos estaba a cargo del gobernador general de Territorio, un teniente coronel, responsable de los asuntos civiles y militares ante la Dirección General de Marruecos y colonias de la Presidencia de Gobierno.

## Organización Militar
En la Oficina de Asuntos Indígenas, se encontraba al mando un Comandante, con carácter de Subgobernador del Territorio. Destinados en la oficina, directamente, se encontraban: un capitán, un teniente, dos intérpretes de árabe, uno de Chalja, dos funcionarios indígenas, tres sargentos escribientes, dos cabos escribientes, un sargento y veinte mezhaníes, de los cuales, diez montados, un conductor, un automóvil y diecisiete caballos.
Esta oficina se ocupaba de todos los servicios políticos, militares, de policía, comunicaciones, obras, sanidad y administración del territorio.
Dependiendo de la Delegación de Asuntos Indígenas se hallaban:
- Parque de Artillería: un teniente, un sargento, un maestro armero y cuatro soldados moros.

- Servicio de Ingenieros: Un capitán Jefe de Servicio, un teniente, cuatro sargentos, tres cabos radiotelegrafistas, un cabo, y quince soldados moros.

- Sección de Mar: un sargento europeo, un sargento, dos cabos y veintidós marineros moros, que contaban con un bote a motor y dos botes a remos.

- Servicios de Intendencia: un Capitán, administrador y tesorero, un teniente Pagaduría militar, un teniente de abastecimiento y transporte, cuatro brigadas, tres sargentos, diez soldados moros, un oficial y una brigada de intervención.

- Servicios de Sanidad: Un Capitán y dos tenientes médicos, dos practicantes, un veterinario y tres consultorios médicos.

- Policía indígena: un Capitán, cuatro tenientes, dos Alféreces, una brigada, once sargentos, treinta y un cabos, cinco herradores, cuatro cornetas, ciento sesenta y cuatro guardias moros y ocho camelleros.

El despliegue de fuerzas militares era excesivo, ya que, se calcula que había dos militares armados por kilómetro cuadrado, lo que significaba uno por cada dieciocho habitantes, mientras que en la zona de influencia francesa había un militar por cada ochenta habitantes, según el informe de la Delegación de Asuntos Indígenas de 1934.
La zona estaba cubierta de oficinas de Asuntos Indígenas, superaba en cuatro las oficinas del Protectorado francés.
El ejército controlaba el mando y las principales decisiones políticas así como la orientación económica. La importancia de los problemas de seguridad difuminaba cualquier otro aspecto de la política española.

## Evolución Administrativa
La evolución administrativa colonial constituye una confusa sucesión de decretos, que refleja la falta de una política colonial homogénea y coherente. El predominio de los sectores militares en los puestos de la administración de la Dirección de Asuntos Indígenas se produjo a lo largo de todo el Protectorado. Estos ocuparon desde los cargos más importantes, como el de Alto Comisario, delegados, etc., hasta los más influentes sobre el terreno, como los interventores.
Después de las desmembraciones que sufrió la Oficina de Asuntos Indígenas a lo largo del control español en la zona, lo cierto es que su labor perduró hasta el final del Protectorado en 1956.